# Zgrada osnovne škole Petar Berislavić u Trogiru
Zgrada osnovne škole Petar Berislavić, zgrada u gradiću Trogiru, zaštićeno kulturno dobro.

## Opis dobra
Nalazi se na adresi Obala bana Berislavića 16. Osnovna škola „Petar Berislavić“ na južnoj obali Trogira izgrađena je 1909. g. na mjestu crkve trogirske bratovštine sv. Duha stradale u požaru 1898. g. Položena je na mjestu nekadašnjih južnih gradskih zidina. Kamena dvokatnica je građena u neogotičkom stilu, reprezentativnog južnog i zapadnog pročelja, tlocrtnog „L“ oblika, te naglašene simetrije južnog pročelja raščlanjenog vertikalnim potezom glavnog ulaza koji završava raskošnim rizalitom. Na jugozapadnom uglu nalazi se krovni rizalit – vidikovac. Škola je jedan od najreprezentativnijih spomenika neogotičke arhitekture u Dalmaciji i simbol je neprekinutog povijesnog kontinuiteta školske namjene, te važan čimbenik održanja društvenog života u povijesnoj jezgri.

## Zaštita
Pod oznakom Z-6981 zaveden je kao nepokretno kulturno dobro - pojedinačno, pravna statusa zaštićena kulturnog dobra, klasificirano kao "profana graditeljska baština".